# جان کی. شیلدز
جان کی. شیلدز (به انگلیسی: John K. Shields) سناتور سابق عضو حزب دموکرات ایالات متحده آمریکا بود. وی در سال ۱۹۱۳ تا ۱۹۲۵ میلادی سناتور ایالت تنسی در سنای ایالات متحده آمریکا بود.